# International Stakes
Groupe 1
Les International Stakes est une course hippique de plat se déroulant au mois d'août sur l'hippodrome de York en Angleterre.

## Caractéristiques et histoire
C'est une course de groupe 1 réservée aux chevaux de 3 ans et plus, courue sur environ 2 080 mètres (1 mile 2 furlongs et 88 yards). L'allocation s'élève à 1 062 500 £. Créée en 1972, elle portait jusqu'en 1985, le nom de Benson & Hedges Gold Cup. Depuis 1989, elle est sponsorisée par l'écurie Juddmonte Farms, l'écurie de Khalid Abdullah, prince d'Arabie saoudite. La course est désormais aussi connue sous le nom de Juddmonte International. Elle se déroule durant les quatre jours du meeting de l'Ebor Festival de York, dont la première édition a eu lieu en 1843, et qui comporte trois autres groupe 1 (les Yorkshire Oaks, les Nunthorpe Stakes et les City of York Stakes), ainsi que le plus gros handicap d'Europe, le Ebor Handicap.
La première édition eut lieu en 1972 et fut le théâtre d'un véritable coup de tonnerre : alors qu'avait été annoncé le match du siècle entre Mill Reef et l'invincible Brigadier Gérard, le premier nommé est finalement non partant et le second s'avoue vaincu pour la première et dernière fois de sa carrière, devancé par le lauréat du Derby d'Epsom Roberto. Trois chevaux sont parvenus à inscrire deux fois leur nom au palmarès : Dahlia (1974 & 1975), Ezzoud (1993 & 1994) et Halling (1995 & 1996). Le record de l'épreuve appartient depuis 2024 à City of Troy, vainqueur en 2'04"32.

## Palmarès depuis 1972
| Année | Vainqueur          | S/A | Pays        | Père            | Jockey             | Entraîneur          | Propriétaire                  | Deuxième         | Troisième         | Temps   |
| ----- | ------------------ | --- | ----------- | --------------- | ------------------ | ------------------- | ----------------------------- | ---------------- | ----------------- | ------- |
| 2024  | City of Troy       | M.3 | Irlande     | Justify         | Ryan Moore         | Aidan O'Brien       | Coolmore                      | Calandagan       | Ghostwriter       | 2'04"32 |
| 2023  | Mostahdaf          | M.5 | Royaume-Uni | Frankel         | Lanfranco Dettori  | John & Thady Gosden | Shadwell Estate Co. Ltd       | Nashwa           | Paddington        | 2'06"60 |
| 2022  | Baaeed             | M.4 | Royaume-Uni | Sea the Stars   | Jim Crowley        | William Haggas      | Shadwell Estate Co. Ltd       | Mishriff         | Sir Busker        | 2'09"30 |
| 2021  | Mishriff           | M.4 | Royaume-Uni | Make Believe    | David Egan         | John & Thady Gosden | Prince Faisal                 | Alenquer         | Love              | 2'05"92 |
| 2020  | Ghaiyyath          | M.5 | Royaume-Uni | Dubawi          | William Buick      | Charlie Appleby     | Godolphin                     | Magical          | Lord North        | 2'07"38 |
| 2019  | Japan              | M.3 | Irlande     | Galileo         | Ryan Moore         | Aidan O'Brien       | Smith, Magnier & Tabor        | Crystal Ocean    | Elarqam           | 2'07"77 |
| 2018  | Roaring Lion       | M.3 | Royaume-Uni | Kitten's Joy    | Oisin Murphy       | John Gosden         | Qatar Racing Ltd              | Poet's Word      | Thundering Blue   | 2'07"70 |
| 2017  | Ulysses            | M.4 | Royaume-Uni | Galileo         | Jim Crowley        | Michael Stoute      | Flaxman Stables               | Churchill        | Barney Roy        | 2'12"11 |
| 2016  | Postponed          | M.5 | Royaume-Uni | Dubawi          | Andrea Atzeni      | Roger Varian        | Cheik M-Obaid Al Maktoum      | Highland Reel    | Mutakayyef        | 2'06"58 |
| 2015  | Arabian Queen      | F.4 | Royaume-Uni | Dubawi          | Silvestre de Sousa | David Elsworth      | Jeffrey Smith                 | Golden Horn      | The Grey Gatsby   | 2'09"92 |
| 2014  | Australia          | M.3 | Irlande     | Galileo         | Joseph O'Brien     | Aidan O'Brien       | S.Magnier, D.Smith & M.Tabor  | The Grey Gatsby  | Telescope         | 2'07"35 |
| 2013  | Declaration of War | M.4 | France      | War Front       | Joseph O'Brien     | Aidan O'Brien       | S.Magnier, M.Tabor, D.Smith   | Trading Leather  | Al Kazeem         | 2'05"74 |
| 2012  | Frankel            | M.4 | Royaume-Uni | Galileo         | Tom Queally        | Henry Cecil         | Khalid Abdullah               | Farhh            | St Nicholas Abbey | 2'06"59 |
| 2011  | Twice Over         | M.6 | Royaume-Uni | Observatory     | Ian Mongan         | Henry Cecil         | Khalid Abdullah               | Midday           | Await The Dawn    | 2'14"70 |
| 2010  | Rip Van Winkle     | M.4 | Irlande     | Galileo         | Johnny Murtagh     | Aidan O'Brien       | S.Magnier & M.Tabor           | Twice Over       | Byword            | 2'08"58 |
| 2009  | Sea The Stars      | M.3 | Irlande     | Cape Cross      | Michael Kinane     | John Oxx            | Christopher Tsui              | Mastercraftsman  | Set Sail          | 2'05"29 |
| 2008  | Duke of Marmalade* | M.4 | Irlande     | Danehill        | Johnny Murtagh     | Aidan O'Brien       | S.Magnier & M.Tabor           | Phoenix Tower    | New Approach      | 2'11"53 |
| 2007  | Authorized         | M.3 | Royaume-Uni | Montjeu         | Frankie Dettori    | Peter Chapple-Hyam  | S. Al Homaizi & I. Al Sagar   | Dylan Thomas     | Notnowcato        | 2'11"82 |
| 2006  | Notnowcato         | M.4 | Royaume-Uni | Inchinor        | Ryan Moore         | Sir Michael Stoute  | Anthony & David de Rothschild | Maraahel         | Blue Monday       | 2'12"32 |
| 2005  | Electrocutionist   | M.4 | Italie      | Red Ransom      | Michael Kinane     | Valfredo Valiani    | Earle I. Mack                 | Zenno Rob Roy    | Maraahel          | 2'07"47 |
| 2004  | Sulamani           | M.5 | France      | Hernando        | Frankie Dettori    | Saeed bin Suroor    | Écurie Godolphin              | Norse Dancer     | Bago              | 2'11"82 |
| 2003  | Falbrav            | M.5 | Royaume-Uni | Fairy King      | Darryll Holland    | Luca Cumani         | Scuderia Rencati              | Magistretti      | Nayef             | 2'06"84 |
| 2002  | Nayef              | M.4 | Royaume-Uni | Gulch           | Richard Hills      | Marcus Tregoning    | Hamdan Al Maktoum             | Golan            | Noverre           | 2'08"74 |
| 2001  | Sakhee             | M.4 | Royaume-Uni | Bahri           | Frankie Dettori    | Saeed bin Suroor    | Écurie Godolphin              | Grandera         | Medicean          | 2'08"27 |
| 2000  | Giant's Causeway   | M.3 | Irlande     | Storm Cat       | Michael Kinane     | Aidan O'Brien       | Sue Magnier & Michael Tabor   | Kalanisi         | Lear Spear        | 2'09"30 |
| 1999  | Royal Anthem       | M.4 | Royaume-Uni | Theatrical      | Gary Stevens       | Henry Cecil         | The Thoroughbred Corp.        | Greek Dance      | Chester House     | 2'06"91 |
| 1998  | One So Wonderful   | F.4 | Royaume-Uni | Nashwan         | Pat Eddery         | Luca Cumani         | Helena Springfield Ltd        | Faithful Son     | Chester House     | 2'06"46 |
| 1997  | Singspiel          | M.5 | Royaume-Uni | In The Wings    | Frankie Dettori    | Michael Stoute      | Cheikh Mohammed               | Desert King      | Benny The Dip     | 2'12"10 |
| 1996  | Halling            | M.5 | Royaume-Uni | Diesis          | Frankie Dettori    | Saeed bin Suroor    | Écurie Godolphin              | First Island     | Bijou d'Inde      | 2'06"88 |
| 1995  | Halling            | M.4 | Royaume-Uni | Diesis          | Walter Swinburn    | Saeed bin Suroor    | Écurie Godolphin              | Bahri            | Annus Mirabilis   | 2'06"42 |
| 1994  | Ezzoud             | M.5 | Royaume-Uni | Last Tycoon     | Walter Swinburn    | Michael Stoute      | Maktoum Al Maktoum            | Muhtarram        | King's Theatre    | 2'08"85 |
| 1993  | Ezzoud             | M.4 | Royaume-Uni | Last Tycoon     | Walter Swinburn    | Michael Stoute      | Maktoum Al Maktoum            | Sabrehill        | Spartan Shareef   | 2'12"16 |
| 1992  | Rodrigo de Triano  | M.3 | Royaume-Uni | El Gran Señor   | Lester Piggott     | Peter Chapple-Hyam  | Robert Sangster               | All At Sea       | Seattle Rhyme     | 2'07"19 |
| 1991  | Terimon            | M.5 | Royaume-Uni | Bustino         | Michael Roberts    | Clive Brittain      | Lady Beaverbrook              | Quest For Fame   | Stagecraft        | 2'16"18 |
| 1990  | In the Groove      | F.3 | Royaume-Uni | Night Shift     | Steve Cauthen      | David Elsworth      | Brian Cooper                  | Elmaamul         | Batshoof          | 2'08"77 |
| 1989  | Ile de Chypre      | M.4 | Royaume-Uni | Ile de Bourbon  | Tony Clark         | Guy Harwood         | Athos Christodoulou           | Cacoethes        | Shady Heights     | 2'06"91 |
| 1988  | Shady Heights **   | M.4 | Royaume-Uni | Shirley Heights | Willie Carson      | Robert Armstrong    | George Tong                   | Indian Skimmer   | Persian Heights   | 2'06"35 |
| 1987  | Triptych           | F.5 | France      | Riverman        | Steve Cauthen      | Patrick Biancone    | Alan Clore                    | Ascot Knight     | Sir Harry Lewis   | 2'15"53 |
| 1986  | Shardari           | M.4 | Royaume-Uni | Top Ville       | Walter Swinburn    | Michael Stoute      | S.A. Aga Khan                 | Triptych         | Damister          | 2'08"28 |
| 1985  | Commanche Run      | M.4 | Royaume-Uni | Run The Gantlet | Lester Piggott     | Luca Cumani         | Ivan Allan                    | Oh So Sharp      | Triptych          | 2'18"79 |
| 1984  | Cormorant Wood     | M.4 | Royaume-Uni | Home Guard      | Steve Cauthen      | Barry Hills         | Bobby McAlpine                | Tolomeo          | Chief Singer      | 2'09"87 |
| 1983  | Caerleon           | M.3 | Irlande     | Nijinsky        | Pat Eddery         | Vincent O'Brien     | Robert Sangster               | Hot Touch        | John French       | 2'16"35 |
| 1982  | Assert             | M.3 | Irlande     | Be My Guest     | Pat Eddery         | David O'Brien       | Robert Sangster               | Norwick          | Amyndas           | 2'09"09 |
| 1981  | Beldale Flutter    | M.3 | Royaume-Uni | Accipiter       | Pat Eddery         | Michael Jarvis      | Marvin L. Warner              | Kirtling         | Master Willie     | 2'13"28 |
| 1980  | Master Willie      | M.3 | Royaume-Uni | High Line       | Philip Waldron     | Henry Candy         | William Barnett               | Cairn Rouge      | Cracaval          | 2'13"28 |
| 1979  | Troy               | M.3 | Royaume-Uni | Petingo         | Willie Carson      | Dick Hern           | M. Sobell & Lord Weinstock    | Crimson Beau     | Lyphard's Wish    | 2'06"40 |
| 1978  | Hawaiian Sound     | M.3 | Royaume-Uni | Hawaii          | Lester Piggott     | Barry Hills         | Robert Sangster               | Gunner B         | Jellaby           | 2'09"75 |
| 1977  | Relkino            | M.4 | Royaume-Uni | Relko           | Willie Carson      | Dick Hern           | Lady Beaverbrook              | Artaius          | Orange Bay        | 2'09"24 |
| 1976  | Wollow             | M.3 | Royaume-Uni | Wolver Hollow   | Gianfranco Dettori | Henry Cecil         | Carlo d'Alessio               | Crow             | Patch             | 2'11"61 |
| 1975  | Dahlia             | F.5 | France      | Vaguely Noble   | Lester Piggott     | Maurice Zilber      | Nelson Bunker Hunt            | Card King        | Star Appeal       | 2'10"93 |
| 1974  | Dahlia             | F.4 | France      | Vaguely Noble   | Lester Piggott     | Maurice Zilber      | Nelson Bunker Hunt            | Imperial Prince  | Snow Knight       | 2'09"40 |
| 1973  | Moulton            | M.4 | Royaume-Uni | Pardao          | Geoff Lewis        | Harry Wragg         | Budgie Moller                 | Scottisch Rifle  | Rheingold         | 2'20"40 |
| 1972  | Roberto            | M.3 | Irlande     | Hail To Reason  | Braulio Baeza      | Vincent O'Brien     | John W. Galbreath             | Brigadier Gerard | Gold Rod          | 2'07"10 |

 * Couru à Newmarket, en raison d'intempéries à York 

 ** Persian Heights a été rétrogradé de la 1re à la 3e place à la suite d'un incident de course. 